# Maximilien Chastanet
Maximilien Jacques Chastanet, född 15 mars 1996, är en fransk fäktare som tävlar i florett.

## Karriär
Maximilien Chastanet tog vid olympiska sommarspelen 2024 i Paris brons i florett med det franska laget.